# Contabilidade verde
Contabilidade ambiental é a ciência usada para calcular o uso correto de recursos financeiros e naturais para que sejam sustentáveis. Dessa forma, a necessidade de lucrar passa a ser racionalizada, não se sobrepondo ao dever de preservar os recursos naturais no longo prazo.
A contabilidade ambiental leva para o segmento contábil questões como impacto ambiental e preservação de biomas. Por isso, vários setores, empresarias e industriais, têm voltado seu olhar para a área, desenvolvendo novas técnicas e metodologias para o crescimento financeiro sustentável. Ela é responsável por lidar com informações contábeis envolvendo ações ambientais de governos e empresas.
A contabilidade “verde” levanta o patrimônio ambiental da empresa e monitora gastos e receitas oriundas da exploração de recursos naturais. Para isso, utiliza métodos e ferramentas para o cálculo de efetividade das ações junto ao meio ambiente.

## Funções da contabilidade

### Registro do patrimônio ambiental
Pela ótica ambiental-contábil, os ativos ambientais equivalem aos recursos usados pela empresa para promover benefícios futuros. Esses benefícios, por sua vez, têm a ver com a proteção do meio ambiente e a conservação de áreas nativas.
Cabe frisar a diferença desse patrimônio para os recursos que reduzem os impactos ambientais. Nesse caso, trata-se de ativos operacionais, também conhecidos como “tecnologia verde”.
Inventariar esse patrimônio, portanto, é uma das funções delegadas à contabilidade ambiental. Ela também se responsabiliza por contabilizar os demais ativos, sempre considerando o potencial que eles tenham de agredir o meio ambiente.

### Adequação contábil para projetos ambientais
Cabe à contabilidade ambiental apresentar informações sobre despesas e custos, prejuízos e lucros de cada uma dessas ações. A preocupação, portanto, continua sendo financeira, já que as ações precisam ser lucrativas para a empresa. A diferença é que a contabilidade ambiental acrescenta uma variável, também levando em conta a efetiva preservação dos recursos naturais.

### Adaptação de balanços e relatórios
Os balanços contábeis tradicionais, que registram as movimentações financeiras de uma empresa — como investimentos, gastos e ganhos em determinado período.
Esse tipo de documento é importante para a gestão interna, por ser utilizado para o controle financeiro cotidiano. Também é usado para formar uma base para a detecção de problemas que podem corroer os lucros, apontando caminhos para melhorias. Nesse sentido, o que a contabilidade ambiental faz é agregar informações relativas ao uso dos recursos naturais pela empresa.